# Аюханов, Масгут Баянович
Масгут Баянович Аюханов (28 июля 1924 — 10 марта 2000) — советский экономист, почётный академик АН РБ (1995), доктор экономических наук (1980), профессор (1982), заслуженный деятель науки БАССР (1980).

## Биография
Аюханов Масгут Баянович родился 28 июля 1924 года в деревне Новоаюханово Давлекановской волости Белебеевского кантона БАССР.
Участник Великой Отечественной войны.
В 1955 году окончил Башкирский сельскохозяйственный институт. С 1961 года работал в институте, с 1980 по 1990 годы — заведующий кафедрой Башкирского сельскохозяйственного института.
Аюханов М. Б. работал в области организация агропромышленного производства. Также внёс вклад в разработку проблем рационального размещения предприятий по производству и переработке продукции масличных культур в восточных регионах России, укрепления кормовой базы животноводства, совершенствования кооперации и интеграции.
Почётный академик АН РБ (1995), состоял в Отделении сельскохозяйственных наук АН РБ.

## Труды
Автор более 100 научных трудов.
- Аюханов М. Б. Подсолнечник — выгодная культура. — Уфа, 1968.
- Аюханов М. Б. Производство масличных культур. — Уфа, 1975.
- Аюханов М. Б. Хозрасчет в колхозах и совхозах. — Уфа, 1987.

## Награды
Награждён орденом Отечественной войны II степени (1985)